# Grintovec pri Osilnici
Grintovec pri Osilnici is een plaats in Slovenië en maakt deel uit van de gemeente Osilnica in de NUTS-3-regio Jugovzhodna Slovenija. De plaats telde 13 inwoners op 1 januari 2020.